# Palais Lengheimb (Hans-Sachs-Gasse)

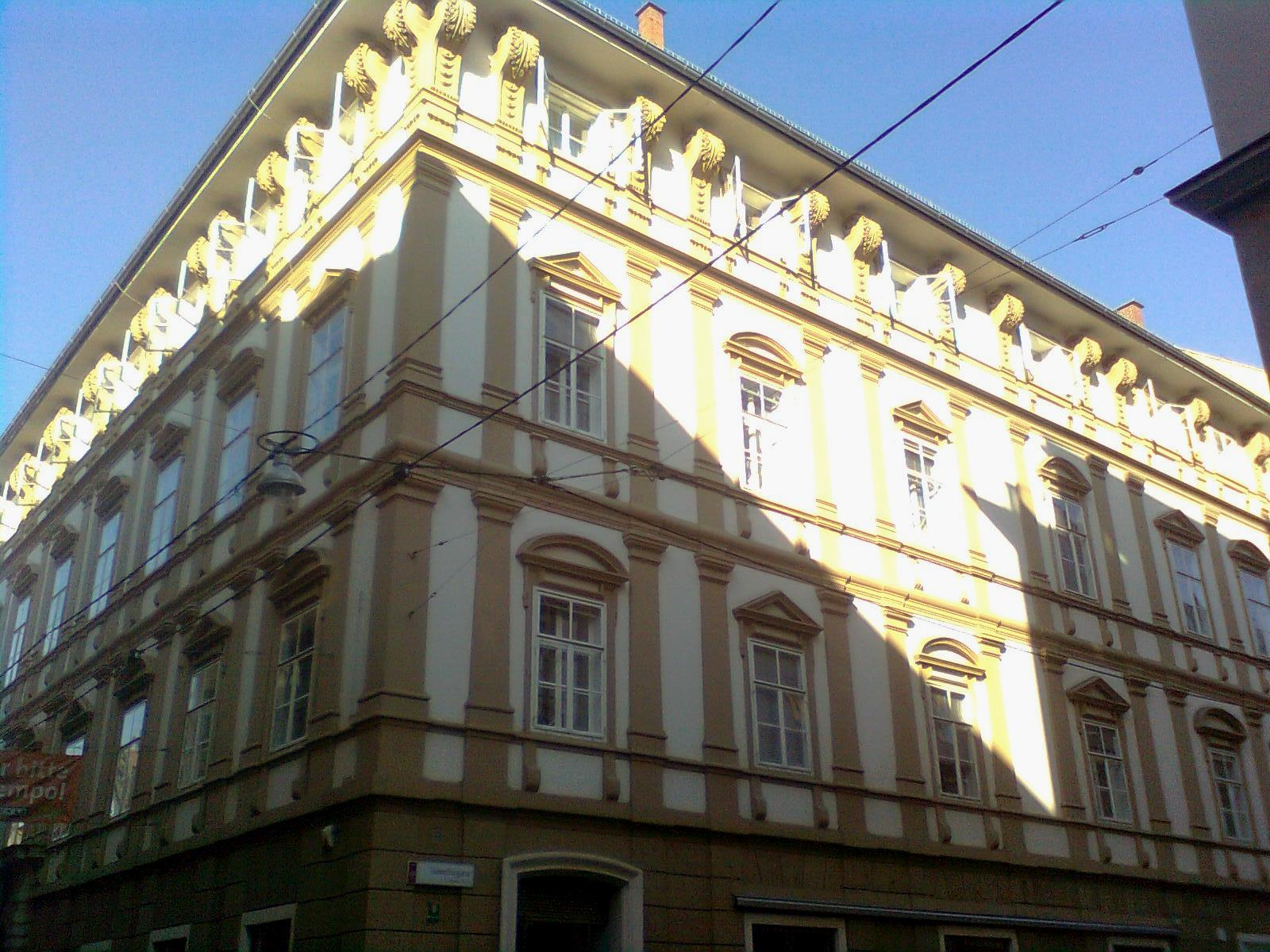
Palais Lengheimb

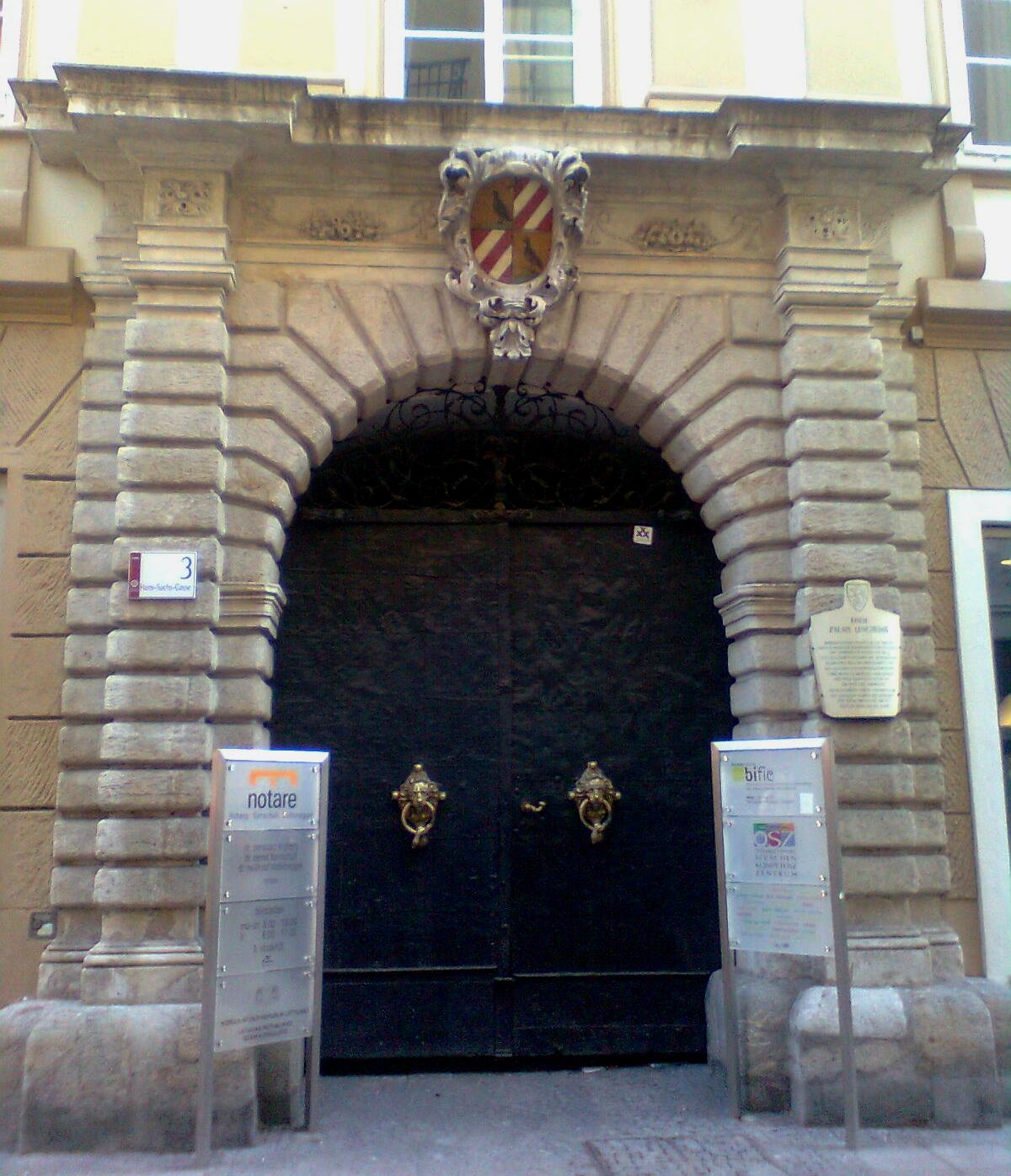
Portal

Das Palais Lengheimb ist ein ehemaliges Grazer Stadtpalais. Es befindet sich in der Hans-Sachs-Gasse im ersten Stadtbezirk Innere Stadt. Ein gleichnamiges Palais, das der Familie Lengheimb gehörte, steht in der Bürgergasse. Direkt an das Palais ist das Palais Stubenberg angeschlossen.

## Geschichte
Am Standort des heutigen Palais wird ein Vorgängerbau vermutet, der schon 1512 genannt wurde. Im Jahr 1689 kam es zu einer Grundaufteilung, bei der dem innerösterreichischen Regimentsrat Graf Bernhard von Rindsmaul ein Grundstück steuerfrei übergeben wurde. Dieser beauftragte den Baumeister Joachim Carlone mit der Errichtung des heutigen Palais. Von 1719 bis 1803 war das Haus im Besitz der Familie Lengheimb. Nach einem Brand 1719 entstand ein großer Schaden am Gebäude. Zwischen 1804 und 1813 befand sich das Palais im Eigentum des Freiherren Anton von Königsbrunn und gelangte schließlich in bürgerlichen Besitz, ab 1827 in den der Familie Seßler, dann der Familie Reicher. Ab 1865 war im zweiten Stock ein Musikinstitut namens Johann Buwa mit dem gleichnamigen Buwasaal untergebracht, in dem Konzerte veranstaltet wurden.
Nach dem Abbruch der Stadtmauer und der Basteien wurde das Palais verlängert, wobei die ursprüngliche Fassadengestaltung unverändert blieb. Die Arbeiter-Unfallversicherungsanstalt war ab 1909 neuer Eigentümer des Stadtpalais. Am 19. Februar 1945 wurde die gesamte Ecke des Hauses, in der sich die „Reichsknappschaft“ befand, durch einen Volltreffer während eines Bombenangriffs zerstört. Der Wiederaufbau wurde 1948 von Alexander Bogner geleitet und ab 1961 waren diverse Universitätsinstitute in den Räumlichkeiten untergebracht. Heute befinden sich vor allem im Erdgeschoß verschiedene Geschäftslokale.

## Architektur und Gestaltung
Das Gebäude ist ein dreieinhalb geschoßiger Baublock mit L-förmigen Grundriss. Die Gestaltung ist für den späten Combaskenbarock der Steiermark typisch. Die Fassade weist die Trennung der einzelnen Geschoße durch kräftige Gurtgesimse, toskanische Doppelpilaster und Dreieck- sowie Segment-Fensterbekrönungen auf. Das Rustika-Rundbogen-Steinportal besitzt neben starken Prellsteinen, einem Oberlichtgitter mit Laubwerkmotiven, Löwenkopf-Türklopfer aus Messing auch eine Akanthus-Kartusche mit dem Wappen der Freiherren von Königsbrunn.
Im Keller und im Erdgeschoß sind Kreuzgrat- und Stichkappengewölbe aus der Zeit um 1690 erhalten geblieben. Durch die Kriegsbeschädigung ist die ursprüngliche Ausstattung der Wohn- und Repräsentationsräume mitsamt der Stuckplafonds zerstört worden. Ein Fragment eines Deckenfreskos wurde 1948 bei der Restaurierung abgenommen. Es befindet sich im Grazer Stadtmuseum.